# Трапанезе, Рита
Рита Трапанезе (итал. Rita Trapanese, 8 мая 1951 — 8 августа 2000) — итальянская фигуристка, выступавшая в одиночном катании, серебряная медалистка чемпионате Европы 1972 года, также завоевала бронзовую медаль на чемпионате Европы 1971 года. Она представляла Италию на Олимпийских играх 1968 (тогда спортсменке было 16 лет) и Олимпийских играх 1972 годов, где заняла соответственно 25 и 7 места. Рита Трапанезе погибла в автокатастрофе 8 августа 2000 года, в возрасте 49 лет.
В её честь назван один из этапов Гран-при среди юниоров в Италии — Trofeo Rita Trapanese.

## Достижения
| Соревнование            | 1966 | 1967 | 1968 | 1969 | 1970 | 1971 | 1972 |
| ----------------------- | ---- | ---- | ---- | ---- | ---- | ---- | ---- |
| Зимние Олимпийские игры |      |      | 25   |      |      |      | 7    |
| Чемпионаты мира         |      | 13   |      | 13   | 8    | 5    |      |
| Чемпионаты Европы       | 18   | 15   | 18   | 8    | 4    | 3    | 2    |